# E43

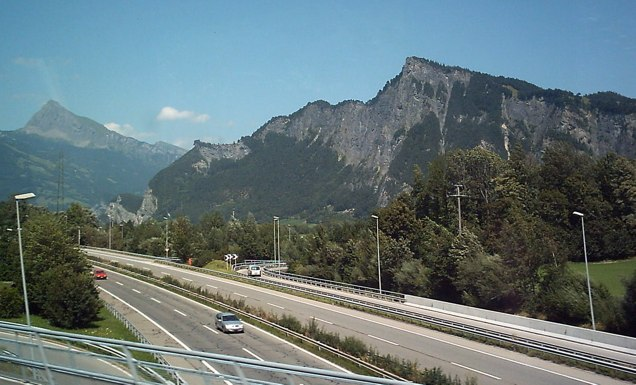
E43/A13 nära Chur.

E43 eller Europaväg 43 är en europaväg som börjar i Würzburg i Tyskland och slutar i Bellinzona i Schweiz. Den passerar Österrike en kort sträcka. Den totala längden är 510 kilometer.

## Sträckning
Würzburg - Ulm - Lindau - (gräns Tyskland-Österrike) - Bregenz - (gräns Österrike-Schweiz) - Sankt Margrethen - Buchs - Chur - St. Bernardino - Bellinzona

## Standard
Vägen är motorväg hela sträckan, med undantag av några kilometer vid gränsen Österrike-Schweiz.
Den följer följande nationella motorvägar:
| - A7 (motorväg, Tyskland) - A96 (motorväg, Tyskland) |  | - A14 (motorväg, Österrike) - A13 (motorväg, Schweiz) |

## Anslutningar
| - E45 - E50 - E52 - E532 |  | - E54 - E60 - E35 |